# ميخائيل ديكسون (لاعب دوري الرغبي)
ميخائيل ديكسون (بالإنجليزية: Michael Dixon)‏ هو لاعب دوري الرغبي بريطاني، ولد في 6 أبريل 1971.